# بلدة ويتني (ميشيغان)
ويتني (بالإنجليزية: Whitney Township, Michigan)‏ هي بلدة تقع بولاية ميشيغان في الولايات المتحدة. تبلغ مساحتها 115.6 (كم²)، وترتفع عن سطح البحر 180 م، بلغ عدد سكانها 1001 نسمة في عام تعداد الولايات المتحدة 2010 حسب إحصاء مكتب تعداد الولايات المتحدة وتصل الكثافة السكانية فيها 12.6 نسمة/كم2.

## وصلات خارجية
- www.whitneytwp.com
- The US50 - Cities and Towns in Michigan State
- Michigan Cities and Towns, Facts, Map, Flag, Colleges, Government, and More